# Kåtalammstjärnen, Värmland
Kåtalammstjärnen är en sjö i Filipstads kommun i Värmland och ingår i Göta älvs huvudavrinningsområde. Sjön har en area på 0,0337 kvadratkilometer och ligger 202,5 meter över havet.

## Delavrinningsområde
Kåtalammstjärnen ingår i det delavrinningsområde (664794-141821) som SMHI kallar för Inloppet i Vintersjön. Medelhöjden är 225 meter över havet och ytan är 25,73 kvadratkilometer. Räknas de 53 avrinningsområdena uppströms in blir den ackumulerade arean 717,66 kvadratkilometer. Gullspångsälven (Liälven) som avvattnar avrinningsområdet har biflödesordning 2, vilket innebär att vattnet flödar genom totalt 2 vattendrag innan det når havet efter 378 kilometer. Avrinningsområdet består mestadels av skog (69 procent) och sankmarker (21 procent). Avrinningsområdet har 1,07 kvadratkilometer vattenytor vilket ger det en sjöprocent på 4,2 procent.